# Long Mỹ (thị xã)
Long Mỹ là một thị xã cũ thuộc tỉnh Hậu Giang cũ, Việt Nam.

## Địa lý

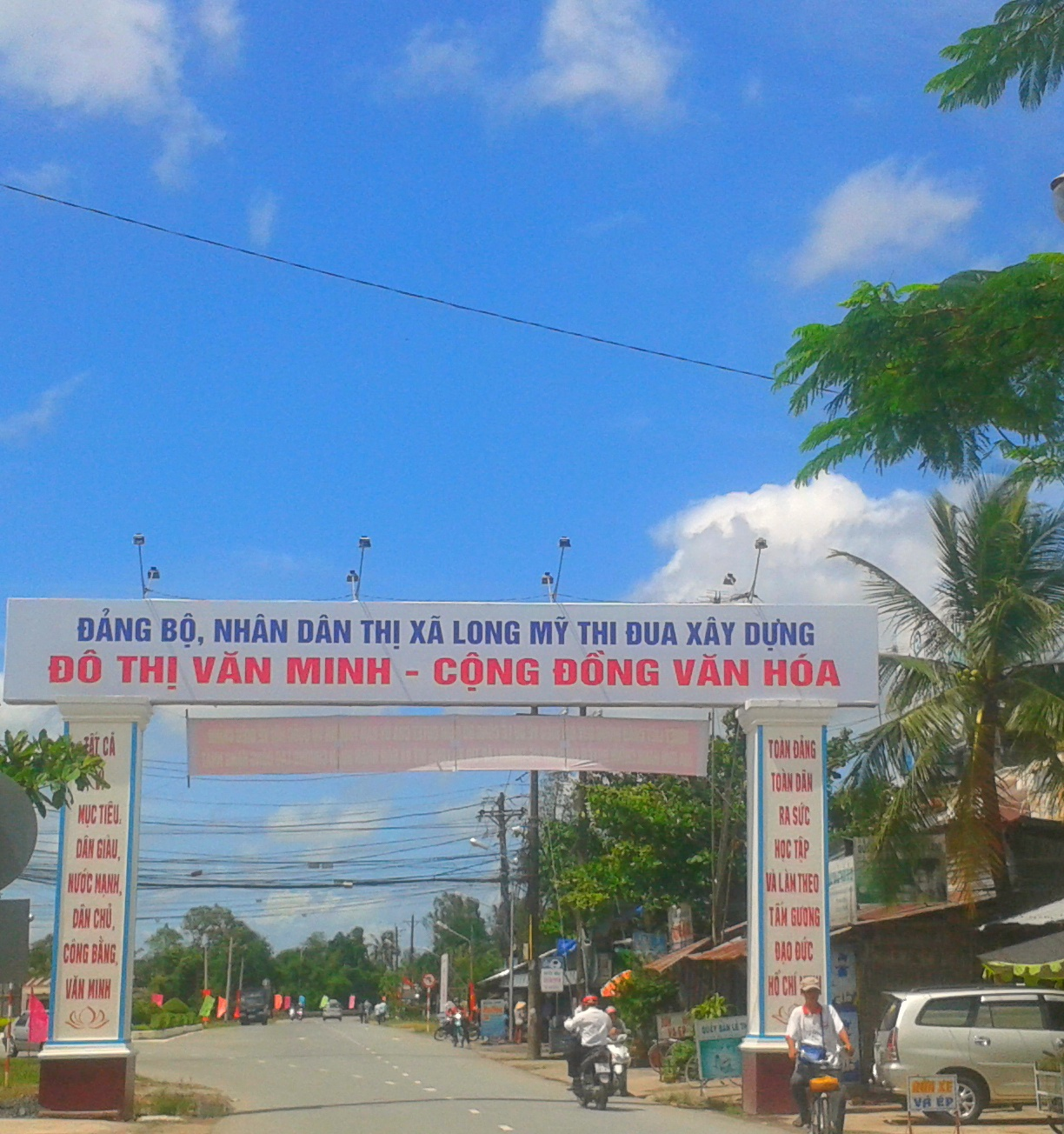
Cổng chào thị xã Long Mỹ tại ngã ba Vĩnh Tường, phường Vĩnh Tường

Thị xã Long Mỹ nằm ở phía tây nam của tỉnh Hậu Giang, cách thành phố Vị Thanh 22 km, có vị trí địa lý:
- Phía đông giáp huyện Phụng Hiệp
- Phía tây giáp huyện Long Mỹ
- Phía nam giáp thị xã Ngã Năm và huyện Mỹ Tú, tỉnh Sóc Trăng
- Phía bắc giáp huyện Vị Thủy.

Thị xã Long Mỹ nằm hoàn toàn trong khoảng giữa vùng Tây sông Hậu, địa hình thấp và bằng phẳng, có hệ thống sông ngòi, kênh rạch chằng chịt như: kênh Trà Ban, sông Cái Lớn, kênh Xáng Quản Lộ - Phụng Hiệp, kênh Hậu Giang 3, kênh Nàng Mau 2,....

### Địa hình, địa mạo
Thị xã Long Mỹ có địa hình tương đối bằng phẳng, độ cao trung bình từ 0,2 – 0,5 m so với mực nước biển, có xu hướng thấp dần theo hướng Nam và Tây Nam, khu vực nội đồng thường thấp hơn khu vực ven sông rạch, khu vực phía Bắc (xã Long Bình, Long Trị, Long Trị A, Long Phú) thường bị ngập úng cục bộ quy mô nhỏ vào mùa mưa, thời gian ngập tương đối ngắn (khoảng 2 tháng); và bị chia cắt bởi hệ thống sông, kênh, rạch dày đặc, nên thuận lợi cho phát triển giao thông đường thủy, du lịch sinh thái, cũng như phát triển ngành nông nghiệp theo hướng hiện đại với quy mô lớn.

### Khí hậu
Thị xã Long Mỹ nằm trong vùng khí hậu nhiệt đới gió mùa, ít bão, quanh năm nóng ẩm, với những đặc trưng chủ yếu sau:
- Chế độ nhiệt: trung bình hàng năm khoảng 28,83 °C, thường tháng 5 có nhiệt độ thấp nhất khoảng 27,5 °C, tháng 11 có nhiệt độ cao nhất khoảng 30,0 °C.
- Chế độ nắng: số giờ nắng trong năm khá cao, trung bình 6,8 giờ/ngày.
- Chế độ mưa: trong năm hình thành 2 mùa rõ rệt; mùa mưa bắt đầu từ tháng 5 đến tháng 11; mùa khô từ tháng 12 đến tháng 4 năm sau, lượng mưa trung bình hàng năm khoảng 1.500 mm, tập trung chủ yếu vào mùa mưa (chiếm 90% tổng lượng mưa).
- Chế độ ẩm: cao và ổn định, ít biến đổi qua các năm, trung bình cả năm khoảng 80 - 85%, thấp nhất vào mùa khô, cao nhất vào mùa mưa.
- Chế độ gió: phổ biến với hai hướng gió chính:
  - Gió mùa Tây Nam thường xuất hiện từ tháng 5 đến tháng 11, thổi vào từ vịnh Thái Lan, mang theo nhiều hơi nước nên gây mưa và lốc xoáy.
  - Gió mùa Đông Bắc thường xuất hiện từ tháng 12 đến tháng 1 năm sau, thổi từ lục địa sang nên khô và lạnh; gió mùa Đông Nam thường xuất hiện từ tháng 2 đến tháng 4, có đặc điểm là khô và nóng, kèm theo còn có gió chướng, trong mùa mưa còn xuất hiện các cơn lốc xoáy bất ngờ, gây ảnh hưởng tới sản xuất và sinh hoạt của nhân dân.[6]

### Thủy văn
Chế độ thủy văn trên địa bàn chịu tác động mạnh bởi chế độ thủy triều biển Tây và biển Động; chế độ dòng chảy chính của sông rạch, chế độ mưa tại chỗ và địa hình:
- Thủy triều và tình trạng xâm nhập mặn: do chịu ảnh hưởng của 2 chế độ thủy triều, đó là: Chế độ bán nhật triều không đều của biển Đông thông qua hệ thống sông Hậu vào các kênh rạch lớn và chế độ nhật triều biển Tây thông qua sông Cái Lớn nên địa bàn thị xã đã bị xâm nhập mặn, thời gian xâm nhập mặn hàng năm khoảng 2 tháng (tháng 1 và 2).
- Tình trạng ngập lụt: Nguyên nhân chủ yếu là do lũ từ thượng nguồn sông Mekong tràn về không kịp thoát ra biển; do lượng mưa lớn lại tập trung chủ yếu vào mùa mưa trên diện rộng toàn vùng và tại chỗ; do ảnh hưởng của chế độ thủy triều biển Đông và biển Tây đã dẫn đến hiện tượng ngập úng cục bộ tại các vùng giáp nước.[6]

### Tài nguyên đất
Trên địa bàn thị xã có 4 nhóm đất chính là đất mặn, đất phù sa, đất phèn, đất nhân tác nên đáp ứng tốt cho nhu cầu về canh tác nông nghiệp – thủy sản và 
các mục đích chuyên dùng khác. Trong đó: 
- Đất mặn: có diện tích 1.938,86 ha, chiếm 12,99% diện tích tự nhiên, phân bố tập trung ở xã Long Phú.
- Đất phù sa: có diện tích khoảng 1.947,76 ha, chiếm 13,05% diện tích tự nhiên phân bố chủ yếu tại các xã, phường phía Bắc của thị xã, bao gồm: Long Bình, Long Trị, Long Trị A, Tân Phú, Long Phú và phường Thuận An, Bình Thạnh.
- Đất phèn: có diện tích khoảng 7.631,68 ha, chiếm 51,13% diện tích tự nhiên, phân bố ở hầu hết địa bàn các xã, phường của thị xã như xã Tân Phú, Long Trị, Long Bình, Long Phú và phường Thuận An, Bình Thạnh.
- Đất nhân tác: có diện tích khoảng 3.015,32 ha, chiếm 20,20% diện tích tự nhiên được phân bố rải rác trên khắp địa bàn thị xã.

Ngoài ra còn 392,88 ha đất sông, kênh, rạch chiếm 2,63% diện tích tự nhiên.

### Tài nguyên nước
Nước mặt: thị xã có nguồn nước mặt rất dồi dào do được cung cấp chủ yếu từ sông Cái Lớn, rạch Trà Ban, rạch Giồng Sao, rạch Cái Bần,... và hệ thống kênh, rạch khá dày đặc khác trên địa bàn.
Nước dưới đất: được phân bố khá rộng, nước ngọt phân bố chủ yếu ở các tầng chứa nước như Pleistoxen dưới (qp1), Pleistoxen giữa – trên (qp2–3), Pleistoxen trên (qp3), Holocen (qh) ở độ sâu từ 50 – 500 m.

## Hành chính
Thị xã Long Mỹ có 9 đơn vị hành chính cấp xã trực thuộc, bao gồm 4 phường: Bình Thạnh, Thuận An, Trà Lồng, Vĩnh Tường và 5 xã: Long Bình, Long Phú, Long Trị, Long Trị A, Tân Phú với 16 khu vực, 27 ấp.
| Phường Vĩnh Tường Phường Bình Thạnh Phường Thuận An Phường Trà Lồng Xã Long Bình Xã Long Trị Xã Long Trị A Xã Long Phú Xã Tân Phú Huyện Phụng Hiệp Tỉnh Sóc Trăng Huyện Long Mỹ Huyện Vị Thủy Bản đồ hành chính thị xã Long Mỹ, tỉnh Hậu Giang |

## Lịch sử
Trước năm 2015, thị xã Long Mỹ là một phần huyện Long Mỹ. Huyện lỵ huyện Long Mỹ khi đó là thị trấn Long Mỹ.
Ngày 28 tháng 12 năm 2010, Bộ Xây dựng ban hành Quyết định số 1139/QĐ-BXD về việc công nhận thị trấn Long Mỹ là đô thị loại IV.
Ngày 15 tháng 5 năm 2015, Ủy ban Thường vụ Quốc hội ban hành Nghị quyết số 933/NQ-UBTVQH13 về việc:
- Thành lập thị xã Long Mỹ thuộc tỉnh Hậu Giang trên cơ sở tách 2 thị trấn: Long Mỹ, Trà Lồng và 5 xã: Long Bình, Long Phú, Long Trị, Long Trị A, Tân Phú thuộc huyện Long Mỹ.
- Thành lập phường Bình Thạnh trên cơ sở một phần diện tích, dân số của thị trấn Long Mỹ và một phần diện tích, dân số của xã Long Bình.
- Thành lập phường Thuận An trên cơ sở toàn bộ diện tích, dân số còn lại của thị trấn Long Mỹ.
- Thành lập phường Trà Lồng trên cơ sở toàn bộ diện tích, dân số của thị trấn Trà Lồng và một phần diện tích, dân số của xã Tân Phú.
- Thành lập phường Vĩnh Tường trên cơ sở một phần diện tích, dân số của xã Long Bình.

Thị xã Long Mỹ có 14.448,65 ha diện tích tự nhiên và 72.957 người với 9 đơn vị hành chính trực thuộc, bao gồm 4 phường và 5 xã.
Ngày 3 tháng 12 năm 2019, Bộ Xây dựng ban hành Quyết định số 1012/QĐ-BXD về việc công nhận thị xã Long Mỹ là đô thị loại III.
Ngày 12 tháng 6 năm 2025, Quốc hội ban hành Nghị quyết số 202/2025/QH15 về việc sắp xếp đơn vị hành chính cấp tỉnh (nghị quyết có hiệu lực từ ngày 12 tháng 6 năm 2025). Theo đó, sáp nhập tỉnh Hậu Giang và tỉnh Sóc Trăng vào thành phố Cần Thơ.
Ngày 16 tháng 6 năm 2025, Quốc hội ban hành Nghị quyết số 203/2025/QH15 về việc Sửa đổi, bổ sung một số điều của Hiến pháp nước Cộng hòa xã hội chủ nghĩa Việt Nam. Theo đó, kết thúc hoạt động của đơn vị hành chính cấp huyện trong cả nước từ ngày 1 tháng 7 năm 2025.

## Kinh tế - xã hội
Giai đoạn 2016–2020, giá trị sản xuất (giá so sánh 2010) thị xã đạt 4.195 tỷ đồng, tăng bình quân trong 5 năm là 4,66%/năm. Trong đó, Khu vực I tăng bình quân 3,26%/năm; Khu vực II tăng bình quân 7,92%/năm; Khu vực III, tăng bình quân 5,02%/năm. Cơ cấu kinh tế của thị xã chuyển đổi theo hướng giảm dần tỷ trọng khu vực nông nghiệp thủy sản, tăng dần tỷ trọng khu vực thương mại dịch vụ và khu vực công nghiệp – xây dựng. Tổng nguồn vốn đầu tư toàn xã hội 16.918 tỷ đồng. Tổng mức đầu tư toàn xã hội trên địa bàn 5 năm 7.472 tỷ đồng, tổng thu ngân sách nhà nước trên địa bàn bình quân hàng năm tăng 
20,83%.

### Nông, lâm nghiệp – thủy sản
Sản xuất nông nghiệp trong thời gian qua phát triển khá toàn diện, các chỉ tiêu về nông nghiệp hàng năm đều đạt và vượt. Ngành nông nghiệp đã tích cực thực hiện các biện pháp đồng bộ trong việc ứng dụng khoa học kỹ thuật trong trồng trọt và chăn nuôi, chủ động phòng chống hạn hán, xâm nhập mặn, bơm tưới,...
Trồng trọt
- Cây lúa: hiện nay vẫn là cây trồng chủ lực của thị xã. Năm 2020, diện tích canh tác lúa ổn định khoảng 23.628 ha tăng 1.145 ha so với năm 2011, tổng sản lượng lương thực đạt 158.886 tấn tăng 33.218 tấn so với năm 2011.
- Hoa màu và cây công nghiệp ngắn ngày: diện tích giảm qua các năm, đến năm 2020 đạt 2.952 ha giảm 24.029 ha so với năm 2011, tổng sản lượng đạt 40.154 tấn, tăng 20.489 tấn so với năm 2011.
- Cây lâu năm: năm 2020, diện tích đất trồng cây lâu năm vẫn giữ vững khoảng 2.121 ha, giảm 224 ha so với năm 2011; tổng sản lượng đạt 18.728 tấn, giảm 5.055 tấn so với năm 2011.

Chăn nuôi
Năm 2020, tổng đàn gia súc 16.323 con, giảm 6.372 con so với năm 2011 và đàn gia cầm là 694.550 con tăng 680.236 con so với năm 2011.
Thủy sản
Năm 2019, tổng diện tích nuôi đạt 981,73 ha, tăng 592 ha so với năm 2011.

### Công nghiệp – xây dựng
Công nghiệp – tiểu thủ công nghiệp trong những năm qua đã phát huy được các tiềm năng lợi thế về nguồn nguyên liệu nên đã đóng góp tích cực vào tăng trưởng chung của thị xã, góp phần tạo ra sự thay đổi bộ mặt kinh tế - xã hội, tạo công ăn việc làm, tác động tích cực đối với các ngành nông nghiệp và dịch vụ,... Năm 2020, giá trị sản xuất công nghiệp (theo giá so sánh năm 2010) là 864.104 triệu đồng, tăng 120.063 triệu đồng so với năm 2011; số cơ sở doanh nghiệp là 494 cơ sở, tăng 98 cơ sở so với năm 2011; số lao động là 1.424 người, tăng 464 người so với năm 2011. Tình hình sản xuất công nghiệp trên địa bàn phát triển khá ổn định, các cơ sở có đổi mới trang thiết bị, công nghệ, cải tiến dây chuyền sản xuất, nâng cao công suất, chất lượng sản phẩm và đa dạng mẫu mã, hàng hoá nên bước đầu phần nào đã đáp ứng được nhu cầu thị trường, với các sản phẩm chủ yếu như xay xát, sản xuất chiếu, gạch ngói, hàng thủ công mỹ nghệ, vật liệu xây dựng, chế biến thủy sản,...
Xây dựng: Giai đoạn 2016–2020, tổng vốn đầu tư toàn xã hội 7.451 tỷ đồng, đạt 169,36% chỉ tiêu kế hoạch; trong đó đầu tư công 580,87 tỷ đồng, gồm nhiều công trình được triển khai và hoàn thành đưa vào sử dụng như: Kè chống sạt lở hai bên sông Cái Lớn, Thiền viện Trúc Lâm, Nhà thi đấu đa năng, đường ô tô về xã Long Bình, nâng cấp, mở rộng tỉnh lộ 928B,... Ngoài ra, còn có các công trình Trung ương, tỉnh đầu tư trên địa bàn, nên đã góp phần thúc đẩy sự phát triển các loại hình dịch vụ – thương mại, nhà ở dân cư và nâng cao đời sống nhân dân. Bộ mặt đô thị và nông thôn của thị xã đã có bước chuyển biến, đổi mới rõ rệt.

### Thương mại – dịch vụ
Năm 2015, tổng mức bán lẻ và doanh thu dịch vụ ước đạt 4.800 tỷ đồng, tăng 2.078 tỷ đồng so với năm 2011 (2.722 tỷ đồng), bình quân hàng năm tăng 24,3%. Năm 2020, tổng mức bán lẻ và doanh thu dịch vụ ước đạt 1.255 tỷ đồng, tăng 152 tỷ đồng so với năm 2016 (1.103 tỷ đồng), bình quân hàng năm tăng 2,62%.

### Lao động, việc làm và thu nhập
Giai đoạn 2011–2020, thị xã đã tập trung huy động các nguồn lực và thực hiện các giải pháp xóa đói giảm nghèo, nên đã giảm tỷ lệ hộ nghèo xuống còn 2,39%/năm; đẩy mạnh công tác đào tạo và giải quyết việc làm nên tỷ lệ lao động qua đào tạo toàn thị xã đạt 50%, giới thiệu, giải quyết việc làm khoảng 15.872lao động có việc làm trong và ngoài thị xã.

### Giáo dục
Năm học 2020-2021, trên địa bàn thị xã có 10 trường mầm non – mẫu giáo, 14 trường tiểu học, 7 trường trung học cơ sở, 3 trường trung học phổ thông (trong đó, 1 trường dân tộc nội trú tỉnh), số trường đạt chuẩn quốc gia là 27/33 trường đạt 81,82%. Tỷ lệ huy động trẻ từ 3 đến 5 tuổi đạt 96,55%; tiểu học đạt 100%, tốt nghiệp THCS đạt 99,89%.
Hiện thị xã đang có kế hoạch xây dựng trường THPT Phạm Văn Nhờ, dự kiến hoàn thành và đưa vào sử dụng vào năm 2020, tọa lạc tại đường 3/2, khu vực 6, phường Thuận An và kế hoạch xây dựng một trường THCS tại phường Bình Thạnh.

### Y tế
Toàn thị xã có 1 bệnh viện đa khoa; 1 phòng khám đa khoa khu vực; 8 trạm y tế xã, phường có trạm y tế đạt chuẩn và các tổ y tế ở tất cả các ấp.
Trên địa bàn thị xã có Trung tâm y tế thị xã Long Mỹ (trước đây là bệnh viện Đa khoa Long Mỹ) toạ lạc đường 30/4, khu vực 2, phường Thuận An.
Các trạm y tế được xây dựng ở các xã, phường trên địa bàn thị xã:
- Trạm y tế phường Bình Thạnh: Khu vực Bình Thạnh B, phường Bình Thạnh.
- Trạm y tế phường Thuận An: Khu vực 4, phường Thuận An.
- Trạm y tế phường Vĩnh Tường: Khu vực Bình Hoà, phường Vĩnh Tường.
- Trạm y tế phường Trà Lồng: Phường Trà Lồng.
- Trạm y tế xã Long Trị: Ấp 8 xã Long Trị).

## Dân số
Thị xã Long Mỹ có diện tích 149,29 km², dân số năm 2019 là 62.266 người, mật độ dân số đạt 417 người/km².
Năm 2020, thị xã Long Mỹ có diện tích 149,27 km², dân số ước đạt 61.781 người, trong đó khu vực thành thị 28.360 người, chiếm 46%; khu vực nông thôn 33.421 người, chiếm 54%. Tỷ lệ tăng dân số tự nhiên là 7,49%, mật độ dân số bình quân là 414 người/km², cao nhất là phường Thuận An (919 người/km²), thấp nhất là xã Tân Phú (282 người/km²).
Thị xã Long Mỹ có diện tích 149,27 km², dân số năm 2022 là 61.986 người, mật độ dân số đạt 415 người/km².
Thị xã Long Mỹ có diện tích 149,27 km², dân số năm 2024 là 92.608 người, mật độ dân số đạt 620 người/km².

## Du lịch
Trên địa bàn thị xã Long Mỹ có các di tích lịch sử, văn hóa, tâm linh như:
- Thiền viện Trúc Lâm Hậu Giang (khu vực Bình Tân, phường Vĩnh Tường).
- Đình thần Nguyễn Trung Trực (Quốc lộ 61B, phường Bình Thạnh) và (khu vực 5, phường Thuận An).
- Miếu Quan Thánh Đế (khu vực 5, phường Thuận An).

Du lịch: Khu du lịch sinh thái quýt đường Long Trị.

## Giao thông

### Giao thông đường bộ
Thị xã Long Mỹ có 2 tuyến Quốc lộ đi qua gồm:
- Quốc lộ 61: Từ xã Hòa An, huyện Phụng Hiệp kết thúc tại xã Vị Thắng, huyện Vị Thủy. Đoạn qua thị xã dài hơn 3,6 km, mặt đường rộng 9,0m, thảm bê tông nhựa.
- Quốc lộ 61B (tuyến ĐT 931 cũ): Từ ngã ba Vĩnh Tường đi qua trung tâm thị xã Long Mỹ đến thị xã Ngã Năm – thị trấn Phú Lộc, huyện Thạnh Trị, tỉnh Sóc Trăng và đổ ra Quốc lộ 1. Đoạn qua thị xã dài 15,7 km mặt đường rộng 9,0m, thảm bê tông nhựa.

Đường tỉnh: có 3 tuyến là ĐT.927, ĐT.928B và ĐT.930 với tổng chiều dài 19,12 km, phần lớn đã được nhựa hoá, tuy nhiên trải qua thời gian dài khai thác sử dụng nên hiện tại các tuyến đã xuống cấp, đồng thời chiều rộng đường chưa đạt cấp theo quy định (tiêu chuẩn cấp IV đồng bằng).
Các tuyến đường huyện:
- Đường huyện 11: Đường ô tô về trung tâm xã Tân Phú.
- Đường huyện 19: Đường ô tô về trung tâm xã Long Trị.
- Đường huyện 20: Đường kênh Trâm Bầu.

Đường giao thông nông thôn: đường xã, đường thôn xóm, trục chính nội đồng phân bố khá đều trên 5/5 xã, nên đã tạo thuận lợi cho việc đi lại và vận chuyển hàng hóa của nhân dân, nhất là vào mùa mưa.
Đường đô thị: có 27 tuyến đường chủ yếu tập trung tại phường Thuận An và phường Bình Thạnh, có mặt đường rộng từ 7m - 12m, đa số đều được thảm nhựa.
Nội ô thị xã có các tuyến đường chính như:
| - 3 tháng 2 - 30 tháng 4 - Trần Phú - Ngô Quyền - Nguyễn Huệ - Nguyễn Trãi - Nguyễn Thị Minh Khai | - Nguyễn Ái Quốc - Phạm Văn Nhờ - Trần Hưng Đạo - Hai Bà Trưng - Võ Thị Sáu - Nguyễn Trung Trực - Cách mạng Tháng Tám | - Phạm Thị Gạo - Nguyễn Bảo Châu - Nguyễn Việt Hồng - Chiêm Thành Tấn - Nguyễn Văn Trỗi - Nguyễn Quốc Thanh |

### Giao thông đường thủy
Hệ thống giao thông thủy trên địa bàn thị xã rất thuận lợi với các tuyến chính như sông Cái Lớn, rạch Trà Ban, rạch Trà Lồng,... và hệ thống kênh, rạch khá dày đặc khác trên địa bàn, nên đáp ứng tốt cho nhu cầu phát triển kinh tế - xã hội của thị xã, đi lại và vận chuyển hàng hoá của nhân dân.

## Hình ảnh

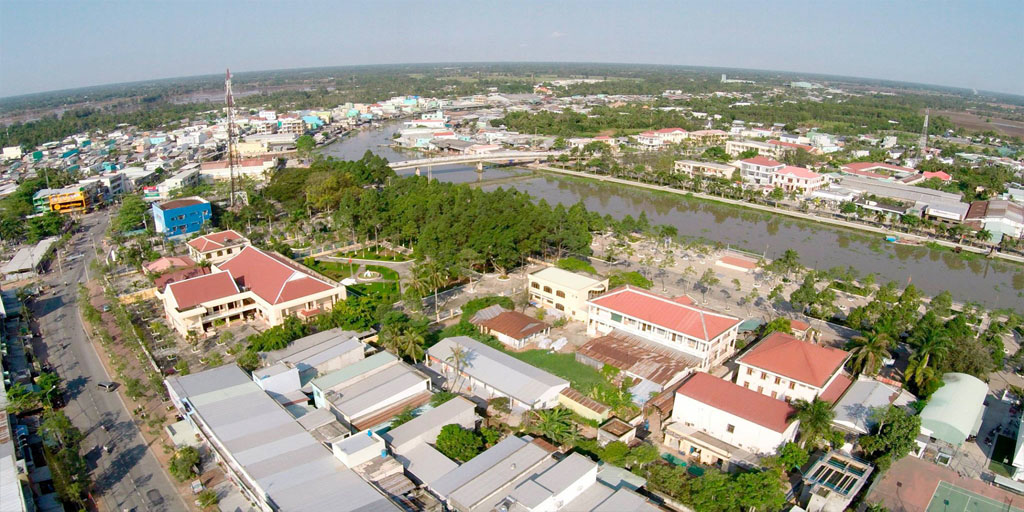
Thị xã Long Mỹ nhìn từ trên cao năm 2018
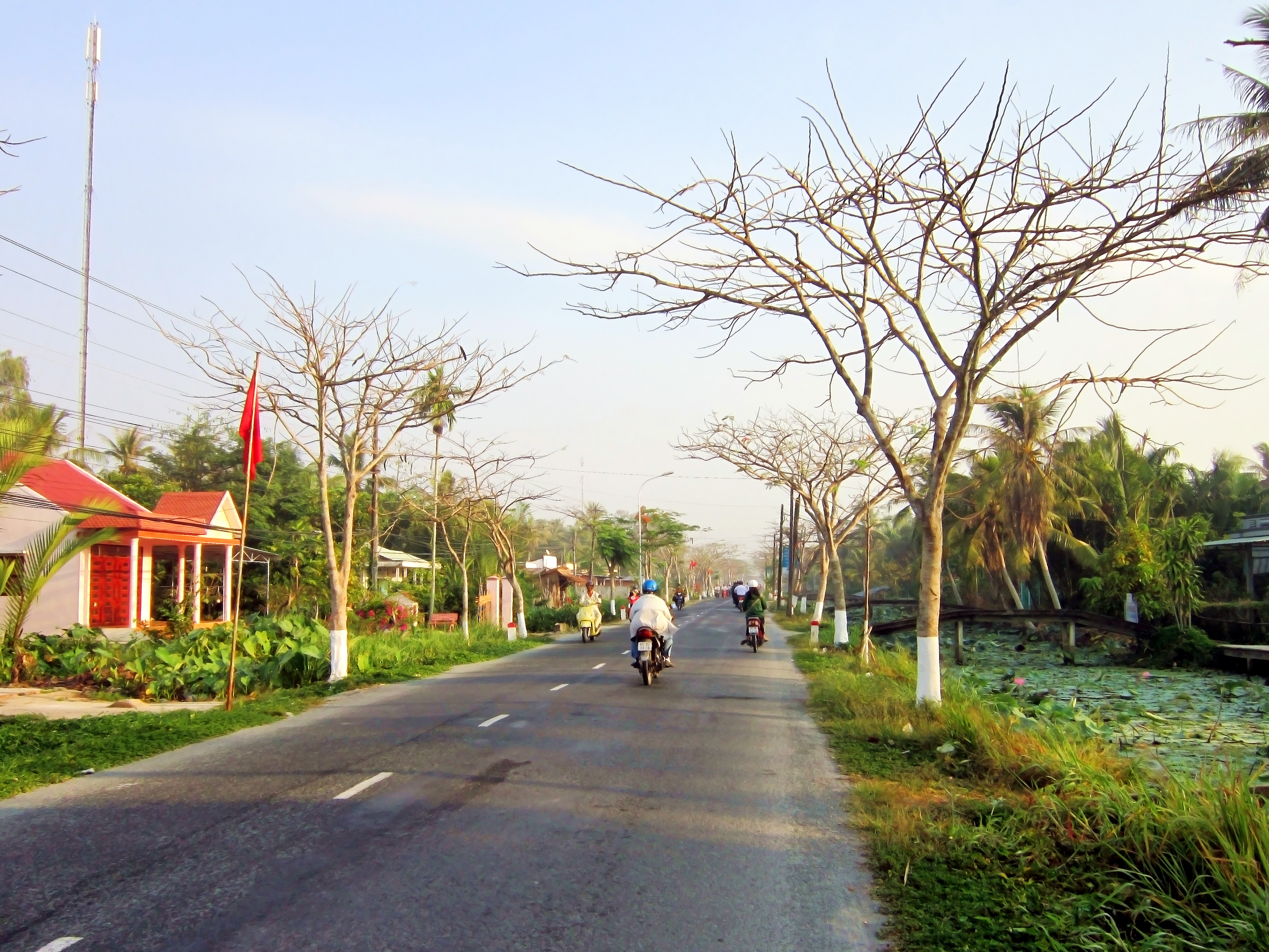
Trên Quốc lộ 61B, dẫn vào thị xã Long Mỹ.
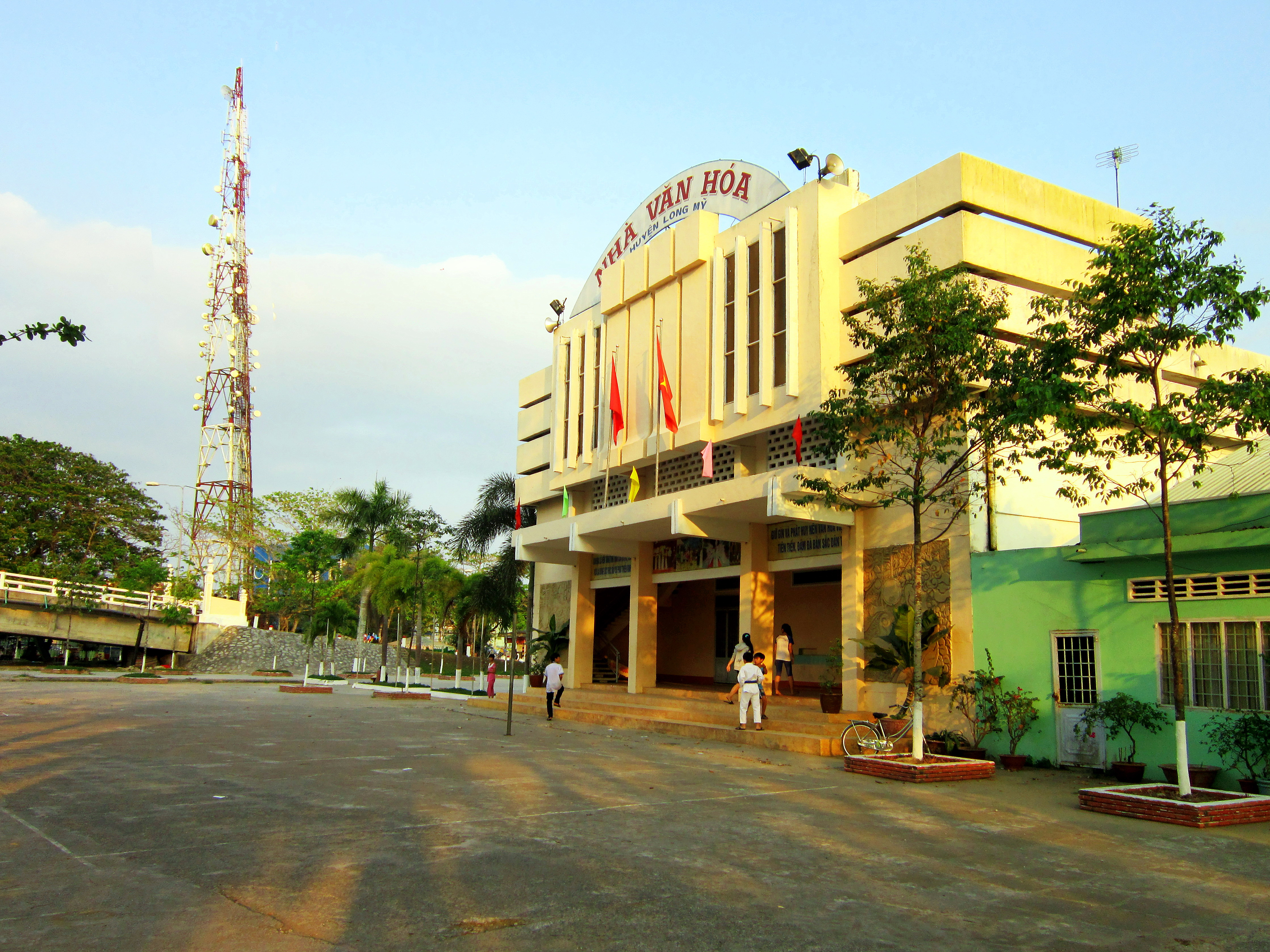
Nhà Văn hóa thị trấn Long Mỹ cũ.
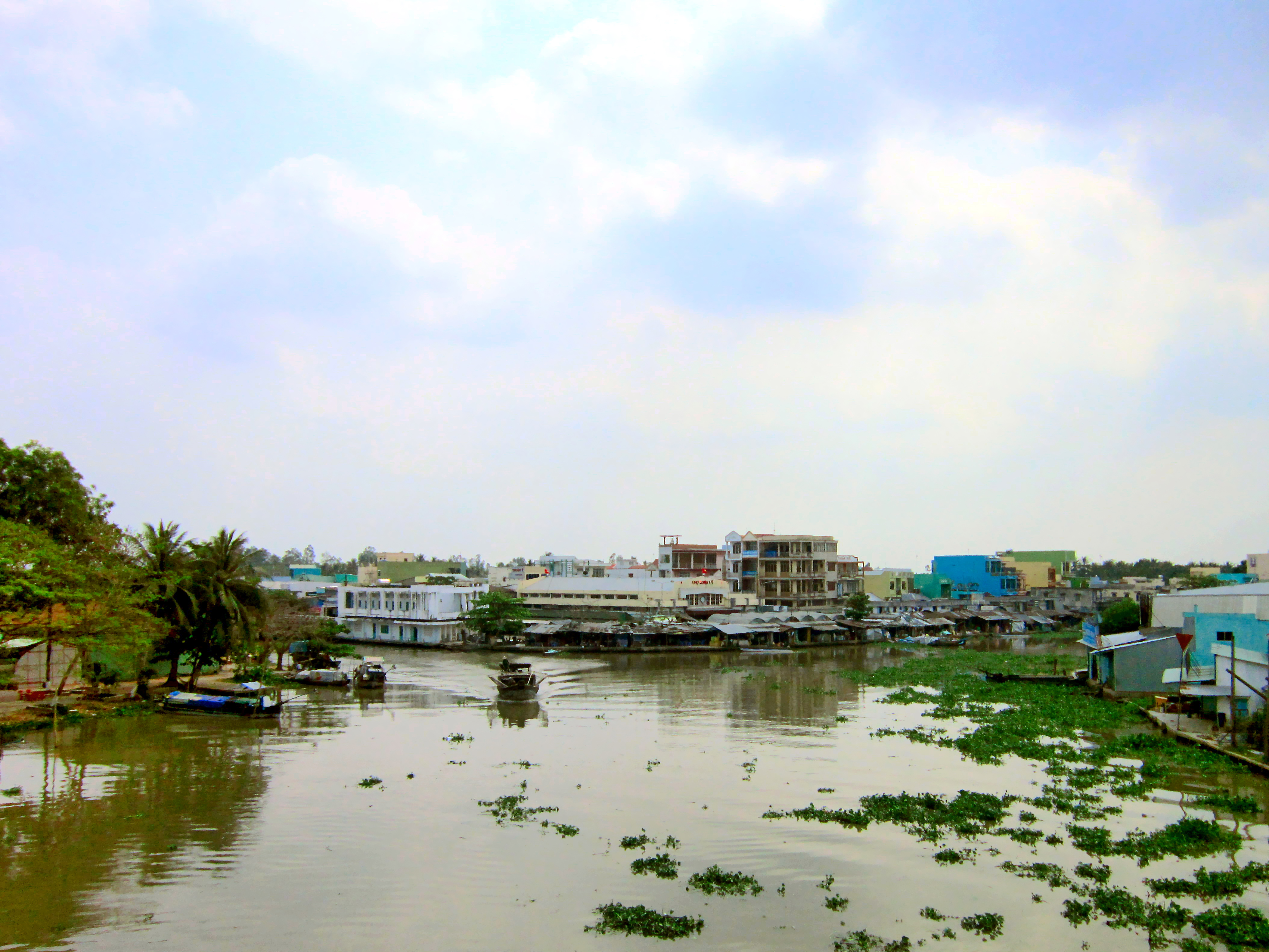
Chợ thị xã Long Mỹ cũ bên sông Cái Lớn.
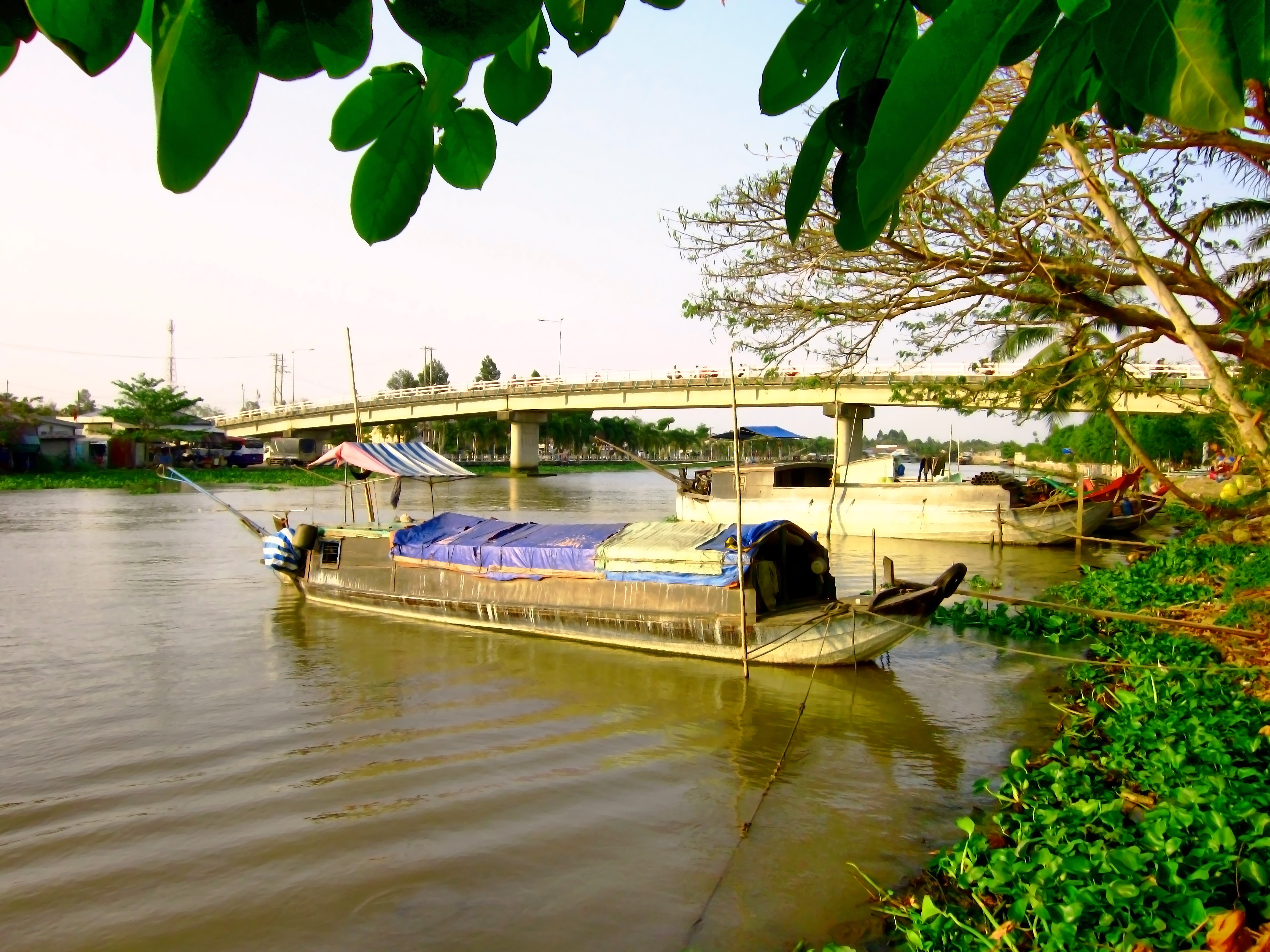
Cầu Phú Xuyên bắc qua sông Cái Lớn ở nội ô thị xã Long Mỹ.
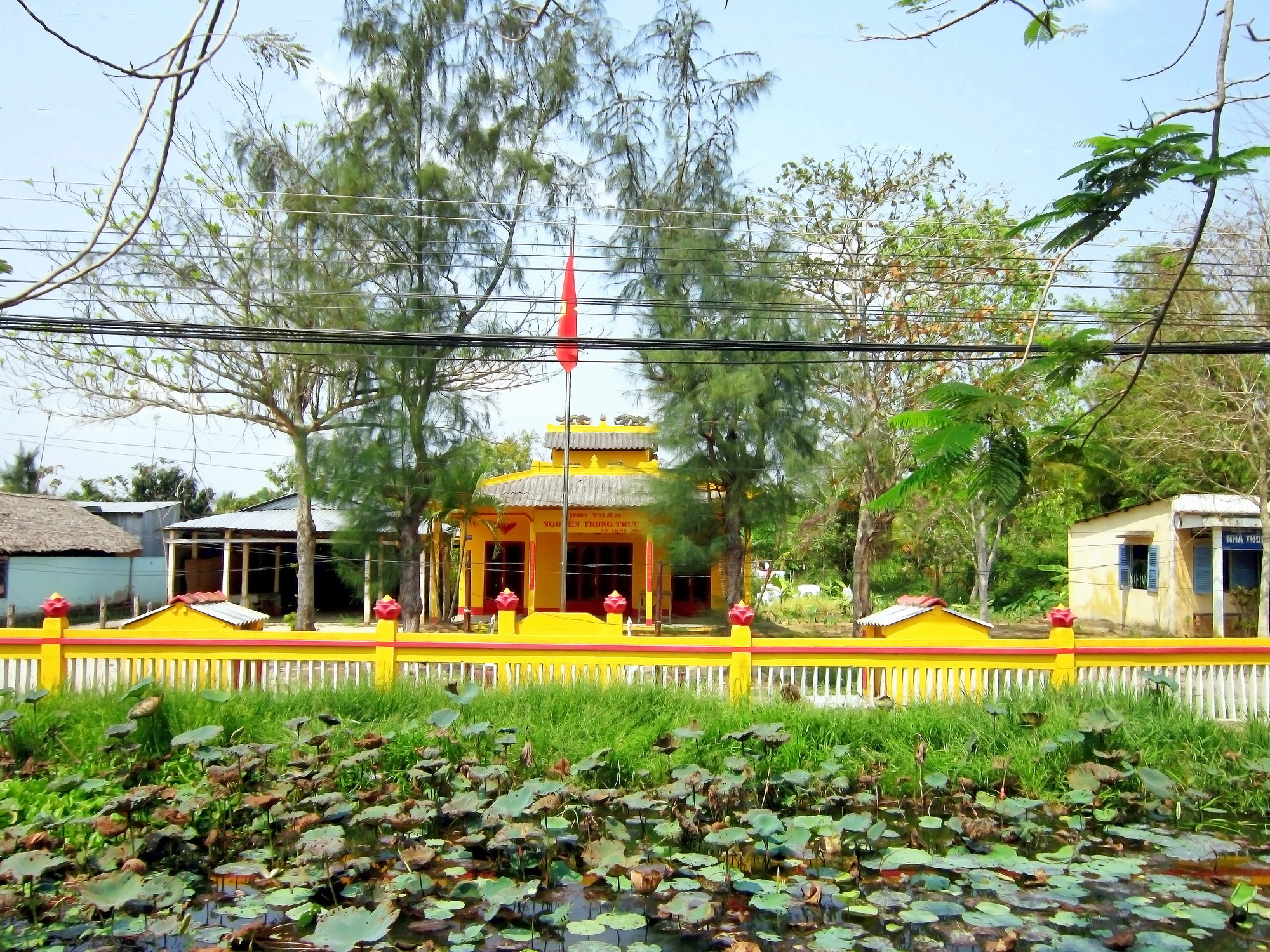
Đình thần Nguyễn Trung Trực bên Quốc lộ 61B ở thị xã Long Mỹ.
Trên đường 30/4 ở nội ô thị xã Long Mỹ.